# Hypodryas maturna
Hypodryas maturna is een vlinder uit de familie Nymphalidae. De wetenschappelijke naam is gepubliceerd in 1761 door Carl Linnaeus.